# Aristarchus (månekrater)
Aristarchus er et prominent nedslagskrater på Månen, beliggende i den nordvestlige del af Månens forside. Det er opkaldt efter den græske matematiker, astronom og filosof Aristarchos fra Samos (ca. 310 – ca. 230 f.Kr.).
Navnet blev oprindeligt tildelt af den italienske korttegner Giovanni Riccioli. Hans arbejde, Almagestum novum ("Ny Almagest"), som blev udgivet i 1651, gav de pletformede steder, som kunne ses i datidens teleskoper (og som senere kaldtes kratere) eponymer efter kendte astronomer og filosoffer. Skønt det blev bredt anvendt, blev navnet ikke officiel international standard før efter en afstemning i generalforsamlingen for den Internationale Astronomiske Union, IAU, i 1935.
Krateret anses for at være det klareste af de store formationer på Månens overflade, med en albedo som er næsten dobbelt så høj som for de fleste steder på Månen. Krateret er klart nok til at være synligt med det blotte øje, og det er blændende i et stort teleskop. Det identificeres også let, når det meste af måneoverfladen er oplyst af jordskin.
Krateret observeredes første gang i 1645 af Johannes Hevelius.

## Omgivelser
Krateret ligger i den sydøstlige rand af Aristarchusplateauet, som er en højslette midt i Oceanus Procellarum, et udstrakt område af månemaret med et antal vulkanske dannelser som f.eks. riller. Disse ligger især mod syd og hedder Rimae Aristarchus.
Plateauet er en hældende blok af Månens skorpe med en diameter på omkring 200 km, som rejser sig til en maksimal højde på 2 km over maret i den sydøstlige del. Aristarchuskrateret ligger lige øst for Herodotuskrateret og Vallis Schröteri.

## Karakteristika
Det klareste objekt i dette krater er den stejle centrale top. Dele af den indre kraterbund synes at være relativt jævne, men fotografier fra Lunar Orbiter afslører, at overfladen har mange små bakker, spredte fordybninger og nogle mindre brud. Den ydre væg falder i terrasser, og den er omtrent polygonal af form og dækket med et lyst tæppe af udkastet materiale. Dette er spredt ud i klare stråler mod syd og sydøst, hvilket antyder, at Aristarchus mest sandsynligt fremkom ved et skråt nedslag af et objekt fra nordøstlig retning, og dets sammensætning indeholder materiale fra både Aristarchusplateauet og fra månemaret.
Den vigtigste grund til kraterets klarhed er, at det er en ung dannelse, med en alder på omkring 450 millioner år, så solvinden har endnu ikke haft tid til at gøre det opgravede materiale mørkt. Nedslaget er sket efter dannelsen af Copernicuskrateret, men før Tychokrateret fremkom.
Området ved Aristarchus er desuden bemærkelsesværdigt ved det store antal rapporterede transiente månefænomener herfra, foruden for det nylige udslip af radongas, som måltes af Lunar Prospector-månesonden.

## Fjernobservation
I 1911 tog professor Robert W. Wood ultraviolette fotografier af kraterområdet. Han opdagede, at plateauet havde et anomalt udseende i dette lys, og at et område mod nord syntes at antyde tilstedeværelsen af en svovlforekomst. Dette farverige område kaldes sommetider "Wood's Spot".
Spektre taget af dette krater under Clementine-missionen benyttedes til at kortlægge mineralforekomster. Dataet antydede, at den centrale top er klippe af typen anorthosit, som er en langsom afkølende form for eruptivbjergart, som består af plagioklas feldspat. I modsætning hertil er den ydre væg af troctolit, som er klippe sammensat af lige dele plagioklas og olivin.
Regionen omkring Aristarchuskrateret var en del af en undersøgelse, der foretoges i 2005 ved hjælp af Hubble rumteleskopet, som ledte efter tilstedeværelsen af oxygenrige glasagtige jordarter i form af mineralet ilmenit. Grundlæggende målinger fandtes fra landingsstederne for Apollo 15 og Apollo 17, og disses værdier kunne sammenlignes med dem fra Aristarchus. Hubbles avancerede kamera fotograferede kratere i både synligt og ultraviolet lys. Krateret blev fundet at være særligt rigt på ilmenit, der er en titaniumoxid-mineral, som potentielt kan benyttes til fremstilling af ilt under en fremtidig bosættelse på Månen.

## Transiente månefænomener
Fra Aristarchusplateauet er der rapporteret mange transiente månefænomener. Disse omfatter midlertidig skyggedannelse og farvning af overfladen, og fortegnelser over disse fænomener viser, at mere end en trediedel af de mest pålidelige observationer kommer fra dette område I 1971, da Apollo 15 passerede 110 kilometer over Aristarchusplateauet, opdagedes en signifikant stigning i antallet af alfapartikler. Disse partikler menes at stamme fra radioaktivt henfald af radon-222, en radioaktiv luftart med en halveringstid på kun 3,8 dage. Lunar Prospector-missionen bekræftede senere udsivning af Radon-222 fra dette krater. Disse observationer kan forklares enten ved langsom og visuelt usynlig diffusion af gas til overfladen eller ved diskrete eksplosive begivenheder.

## Satellitkratere
De kratere, som kaldes satellitter, er små kratere beliggende i eller nær hovedkrateret. Deres dannelse er sædvanligvis sket uafhængigt af dette, men de får samme navn som hovedkrateret med tilføjelse af et stort bogstav. På kort over Månen er det en konvention at identificere dem ved at placere dette bogstav på den side af satellitkraterets midte, som ligger nærmest hovedkrateret. Aristarchuskrateret har følgende satellitkratere:
| Aristarchus | Længde  | Bredde  | Diameter |
| ----------- | ------- | ------- | -------- |
| B           | 26,3° N | 46,8° V | 7 km     |
| D           | 23,7° N | 42,9° V | 5 km     |
| F           | 21,7° N | 46,5° V | 18 km    |
| H           | 22,6° N | 45,7° V | 4 km     |
| N           | 22,8° N | 42,9° V | 3 km     |
| S           | 19,3° N | 46,2° V | 4 km     |
| T           | 19,6° N | 46,4° V | 4 km     |
| U           | 19,7° N | 48,6° V | 4 km     |
| Z           | 25,5° N | 48,4° V | 8 km     |

De følgende kratere har fået nyt navn af IAU:
- Aristarchus A — Se Väisäläkrateret.
- Aristarchus C — See Toscanellikrateret.

## Måneatlas
- Billeder af Aristarchuskrateret i LPI-måneatlasset